# Prvenstvo Hrvatske u vaterpolu 2006./07.
Prvenstvo Hrvatske u vaterpolu u sezoni 2006/07.

## Sudionici
Sudionici su dubrovački "Jug Croatia osiguranje", splitski "POŠK Zenta", "Mornar Brodospas", "Jadran", riječko "Primorje EB", šibenski "Šibenik" te zagrebački "Mladost" i "Medveščak".

## Sustav natjecanja
Prvi dio prvenstva se igra po dvokružnom liga-sustavu. Za pobjedu u susretu se dobiva 2 boda, za neriješeno 1 bod, za poraz nijedan bod.
Nakon prvog dijela, igraju se Superliga i Liga za opstanak.

## Rezultati prvog dijela natjecanja

### 1. kolo
Odigrano je 7. listopada 2006.
Jug CO - POŠK Zenta 22:5 

Medveščak - Primorje EB 8:12  

Šibenik - Mladost 10:11  

Jadran SD - Mornar BS 9:14 

### 2. kolo
Odigrano je 14. listopada 2006.
Jug CO - Šibenik 19:10  

POŠK Zenta - Mornar BS 7:12  

Primorje EB - Jadran SD 8:12  

Mladost - Medveščak 18:6 

### 3. kolo
Odigrano je 25. listopada 2006.
Mornar BS - Primorje EB 13:8  

Jadran SD - Mladost 10:11  

Šibenik - POŠK Zenta 14:2  

Medveščak - Jug CO 6:23 

### 4. kolo
Odigrano je 28. listopada 2006.
Mladost - Mornar BS 11:9 

Jug CO - Jadran SD 13:5  

Šibenik - Medveščak 16:4  

POŠK Zenta - Primorje EB 9:11 

### 5. kolo
Odigrano je 8. studenoga 2006.
Jadran SD - Šibenik 6:8 

Medveščak - POŠK Zenta 8:8  

Mornar BS - Jug CO 5:6  

Primorje EB - Mladost 5:14 

### 6. kolo
Odigrano je 18. studenoga 2006.
Medveščak - Jadran SD 7:16  

POŠK Zenta - Mladost 7:17  

Jug CO - Primorje EB 19:6  

Šibenik - Mornar BS 11:11 

### 7. kolo
Odigrano je 25. studenoga 2006.
Mladost Jug CO 13:8  

Šibenik Primorje EB 15:9  

Mornar BS Medveščak 15:2  

Jadran SD POŠK Zenta 23:10 

### 8. kolo
Odigrano je 6. prosinca 2006.
POŠK Zenta - Jug CO 2:14  

Primorje EB - Medveščak 11:8  

Mladost - Šibenik 8:9  

Mornar BS - Jadran SD 12:9 

### 9. kolo
Odigrano je 9. prosinca 2006.
Šibenik - Jug 11:12  

Mornar BS - POŠK 15:4  

Jadran SD - Primorje EB 10:5  

Medveščak - Mladost 6:21 

### 10. kolo
Odigrano je 20. prosinca 2006.
POŠK - Šibenik 13:19

Primorje - Mornar 6:8

Mladost - Jadran 18:10

Jug - Medveščak 17:6 (04. siječnja 2007.)

### 11. kolo
Odigrano je 05. i 06. siječnja 2007.
5. siječnja 2007.

Jadran - Jug 7:9
6. siječnja 2007.

Medveščak - Šibenik 2:10

Mornar - Mladost 4:10

Primorje - POŠK 15:6

### 12. kolo
10. siječnja 2007.

Jug CO - Mornar BS 14:8

(igrao je ranije zbog Euroligaške utakmice koja se igra u subotu)
13. siječnja 2007.

Mladost - Primorje EB  

POŠK - Medveščak 

17. siječnja 2007.

Šibenik - Jadran SD

### 13. kolo
20. siječnja 2007.
Jadran SD - Medveščak 10:5

Mladost - POŠK 15:4

Primorje EB - Jug CO 10:13

Mornar BS - Šibenik 6:7

### 14. kolo
23. siječnja 2007.

Primorje EB - Šibenik 13:11
24. siječnja 2007.

Jug CO - Mladost 13:12 (4:4,2:1,3:2,4:5)

Medveščak - Mornar BS 5:9

POŠK - Jadran SD 11:17

Poredak nakon prvog dijela prvenstva: 
```
Por.   Klub       Ut  Pb  N Pz  Ps: Pr R.P.  Bod
  1. Jug CO       14  13  0  1          +96   26
  2. Mladost      14  12  0  2          +87   24
  3. Šibenik      14   9  1  4          +41   19
  4. Mornar BS    14   8  1  5          +28   17
  5. Jadran SD    14   6  0  8           +8   12
  6. Primorje EB  14   4  0  9          -36   10 
  7. POŠK         14   1  1 12         -112    3
  8. Medveščak    14   0  1 13         -115    1
```

Prve četiri momčadi idu u Superligu, a zadnje četiri momčadi idu u Ligu za opstanak.

## Rezultati drugog dijela natjecanja

### 1. kolo
11. travnja
- Superliga

Mladost - Šibenik 14:7

Jug - Mornar 12:8
- Liga za opstanak

Jadran - Medveščak 11:8

Primorje - POŠK 17:8

### 2. kolo
18. travnja
- Superliga

Jug - Mladost 12:6

Mornar - Šibenik 16:8
- Liga za opstanak

Jadran - Primorje 7:5

Medveščak - POŠK 11:11

### 3. kolo
21. travnja
- Superliga

Šibenik - Jug 11:13

Mladost - Mornar 9:5
- Liga za opstanak

POŠK - Jadran 9:16

Primorje - Medveščak 18:5

### 4. kolo
25. travnja
- Superliga

Šibenik - Mladost 11:10

Mornar - Jug 5:7
- Liga za opstanak

POŠK - Primorje 5:9

Medveščak - Jadran 8:13

### 5. kolo
5. svibnja
- Superliga

Mladost - Jug 9:14 

Šibenik - Mornar BS 10:11

Jug ima 13 bodova, Mladost 6, Mornar 4, Šibenik 3 boda.
- Liga za ostanak

POŠK - Medveščak 10:9

Primorje - Jadran 7:10
Jadran ima 13 bodova, Primorje 8 bodova, POŠK 4 boda, Medveščak 1 bod.

### 6. kolo
12. svibnja
- Superliga

Jug - Šibenik 9:9 

Mornar - Mladost 7:8

Jug ima 14 bodova, Mladost 8, Mornar i Šibenik 4 boda.
```
Por.   Klub       Ut  Pb  N Pz  Ps: Pr R.P.  Bod
 1. Jug CO         6   5  1  0          +19   14
 2. Mladost        6   3  0  3          + 0    8
 3. Mornar BS      6   2  0  4          - 2    4
 4. Šibenik        6   1  1  4          -17    4
```

- Liga za ostanak

Jadran - POŠK 12:8

Medveščak - Primorje 7:9
```
Por.    Klub               Ut  Pb  N Pz  Ps: Pr R.P.  Bod
1. (5.) Jadran SD           6   6  0  0         +24    15
2. (6.) Primorje EB         6   4  0  2         +23    10
3. (7.) POŠK Zenta          6   1  1  4         -23     4
4. (8.) Medveščak           6   0  1  5         -24     1
```

## Završna natjecanja

### Doigravanja za ostanak

#### za 5. – 8. mjesto
Jadran SD - Medveščak 13:6  

Medveščak - Jadran SD 9:11 (0:2 u susretima)
Primorje EB - POŠK 19:6 

POŠK - Primorje EB 7:16 (0:2 u susretima)

#### za 7. mjesto
POŠK - Medveščak 5:8 

Medveščak - POŠK 12:7 (2:0 u susretima)

#### za 5. mjesto
Jadran SD - Primorje EB 12:10 

Primorje EB - Jadran SD 11:7 

Jadran SD - Primorje EB 10:5 (2:1 u susretima)

### Doigravanje za prvaka

#### Poluzavršnica
Mladost - Mornar BS 9:4 

Mornar BS - Mladost 6:11 (0:2 u susretima)
Jug CO - Šibenik 14:9 

Šibenik - Jug CO 7:16 (0:2 u susretima) 

#### za 3. mjesto
Mornar BS - Šibenik 13:7 

Šibenik - Mornar BS 13:8 

Mornar - Šibenik 6:9 (1:2 u susretima)

#### Finale (za prvaka)
2. lipnja

Jug CO - Mladost 13:11 (3:1,1:4,3:2.2:2;0:0,0:0;4:2)

Susret je odlučen izvođenjem peteraca. (1:0 u susretima)
7. lipnja

Mladost - Jug CO 9:7 (1:1 u susretima)
10. lipnja

Jug CO - Mladost 10:12 (1:2 u susretima)

"Mladost" se dovela u prigodu, nakon lošije sezone od svog prosjeka, boriti se odlučujuću pobjedu pred svojim gledalištem u Zagrebu.
13. lipnja

Mladost - Jug CO 3:8 (2:2 u susretima)
17. lipnja

Jug CO - Mladost 11:8 (3:2 u susretima)
Dubrovački "Jug" je prvak Hrvatske za sezonu 2006/07.

## Konačni poredak
1. Jug Croatia Osiguranje Dubrovnik
2. Mladost Zagreb
3. Šibenik
4. Mornar Brodospas Split
5. Jadran Slobodna Dalmacija Split
6. Primorje Erste Banka Rijeka
7. Medveščak Zagreb
8. POŠK Zenta Split

## Poveznice
- 2. HVL 2007.
- 3. HVL 2007.